# The Royal Tenenbaums
The Royal Tenenbaums (originaltitel: The Royal Tenenbaums) är en amerikansk film från 2001, i regi av Wes Anderson.

## Handling
Den ständigt frånvarande familjefadern Royal Tenenbaum (Gene Hackman) har blivit utkastad från sitt hotellrum då han blivit pank. Han väljer då att försöka bli sams med sin familj igen, som han övergivit. Han säger att han är svårt sjuk och vill träffa sin familj en sista gång. Problemet är då att hans familj inte vill träffa honom, eftersom han genom åren har stulit barnens pengar, bedragit sin fru, levt på kredit och varit ett svin i största allmänhet. Dock hoppas Royal att hans "svåra sjukdom" ska leda till försoning och ett sista farväl.

## Rollista (urval)
| Gene Hackman    | – Royal Tenenbaum    |
| Anjelica Huston | – Etheline Tenenbaum |
| Ben Stiller     | – Chas Tenenbaum     |
| Gwyneth Paltrow | – Margot Tenenbaum   |
| Luke Wilson     | – Richie Tenenbaum   |
| Owen Wilson     | – Eli Cash           |
| Danny Glover    | – Henry Sherman      |
| Bill Murray     | – Raleigh St. Clair  |
| Kumar Pallana   | – Pagoda             |
| Seymour Cassel  | – Dusty              |
| Alec Baldwin    | – Berättarröst       |